# Mense maio
Mense maio è una enciclica pubblicata dal papa Paolo VI il 29 aprile 1965.

Tratta della devozione a Maria nel mese di maggio all'interno della Chiesa cattolica. In particolare il papa invita i fedeli a supplicare Maria nel prossimo mese di maggio.

## Contenuto
È un'enciclica molto breve composta solamente di 14 paragrafi. Non ha divisioni in parti.